# マルセラン・マルボ
ジャン＝バティスト＝アントワーヌ＝マルセラン・マルボ、通称 マルセラン・マルボ（Jean-Baptiste Antoine Marcellin Marbot、フランス語発音: [maʁsølɛ̃ maʁbo]、1782年8月18日 - 1854年11月16日）は、ナポレオン戦争で活躍したフランスの将軍である。
父親はジャン＝アントワーヌ・マルボ（1754年 - 1800年）、兄はアドルフ・マルボ（1781年 - 1844年）。

## 勲章
- レジオンドヌール勲章（騎士）: 1808年
- レジオンドヌール勲章（将校）: 1813年
- サン・ルイ騎士十字章（騎士）: 1827年
- レジオンドヌール勲章（司令官）: 1831年
- レオポルト勲章（司令官）: 1833年
- レジオンドヌール勲章（大将校）: 1836年
- オーククラウン勲章（大十字）: 1842年